# Kaufmännische Schulen Marburg
Die Kaufmännischen Schulen Marburg (KSM) sind eine von drei beruflichen Schulen der Universitätsstadt Marburg in Mittelhessen, deren Vorgänger 1896 gegründet wurden. Die Schule versteht sich als regionales Kompetenzzentrum für Wirtschaft und Gesundheit.

## Geschichte

### Entwicklung des beruflichen Schulwesens in Marburg
Das kaufmännische Schulwesen in der Stadt Marburg geht mit der Gründung der Handelsschule durch den kaufmännischen Verein (Kaufmännische Fortbildungsschule für männliche Handlungsgehilfen und -lehrlinge) auf den 1. April 1896 zurück. 1899 waren alle in der Stadt Marburg beschäftigten „Handlungslehrlinge und Handlungsgehilfen“, die das 18. Lebensjahr noch nicht vollendet hatten, verpflichtet, die kaufmännische Fortbildungsschule zu besuchen. Drei Lehrkräfte unterrichteten 50 Schüler (6 Wochenstunden). Schulleiter waren von 1896 bis 1904 Landwirtschaftslehrer Kuhnert und von 1904 bis 1921 Hauptlehrer Fenner.
1906 erfolgte die Einrichtung der Kaufmännischen Fortbildungsschule für weibliche „Handlungsgehilfen und -lehrlinge“ durch die Stadt Marburg. Aus diesen beiden Schulen wurden im Jahr 1922 die kaufmännische Berufsschule und die kaufmännische Berufsschule für Mädchen.
Am 1. April 1929 wurde die vom kaufmännischen Verein getragene kaufmännische Berufsschule für männliche „Handlungsgehilfen und -lehrlinge“ von der Stadt Marburg übernommen. Mit Beginn des Schuljahres 1929 wurden auch sämtliche Pflichtberufsschüler, nicht nur die aus der übernommenen Schule, sondern auch die aus den Verkäuferinnen-Pflichtklassen der kaufmännischen Berufsschule für Mädchen und alle gewerblichen Schüler in der städtischen Berufsschule vereinigt.
Die Unterrichtsräume verteilten sich auf verschiedene, zum Teil recht weit auseinanderliegende Gebäude: zunächst in den „Stadtsälen“ in der Universitätsstraße (der heutigen „City-Passage“), in Räumen der katholischen Volksschule am „Lutherischen Kirchhof“, einem großen Raum im „Hochzeitshaus“ in der Nikolaistraße, einem Anbau der Martin-Luther-Schule sowie der Friedrich-Ebert-Schule (vormals „Nordschule“) als einem Standort der heutigen Sophie-von-Brabant-Schule. Die Zahl der kaufmännischen Berufs- und Handelsschüler im Rahmen dieser Gesamtschule betrug damals rund 300.
Das Kollegium war klein: Neben dem Direktor unterrichteten vier haupt- und drei nebenamtliche Lehrkräfte. Die Zahl der Schüler war entsprechend der Einwohnerzahl der Stadt (24 000) verhältnismäßig niedrig. Marburg hatte damals viele Einzelhandelsgeschäfte, wenige Großhandelsbetriebe und kaum Industrie. Dem entsprach die Zahl der Klassen: 3 reine Verkäuferinnenklassen, männliche Verkaufslehrlinge, Büro-, Großhandels-, Bank- und Rechtsanwaltslehrlinge wurden gemeinsam unterrichtet; es gab insgesamt 6 solcher Klassen. Drogistenlehrlinge wurden in reinen Fachklassen unterrichtet, davon in der Unterstufe 14 und in der Oberstufe 11  Schüler.
Der Unterricht in den Berufsschulklassen umfasste 6 Wochenstunden, die sich auf 2 Wochentage verteilten. Der Unterricht begann um 7 Uhr bzw. um 10 Uhr vormittags sowie um 14 Uhr nachmittags. Nur die Drogisten-Fachklassen hatten 10 Stunden.
Neben den Berufsschulklassen gab es eine einzügige zweijährige Handelsschule, die in den „Stadtsälen“ untergebracht war. Schüler, die die mittlere Reife einer allgemeinbildenden Schule erlangt hatten, wurden in die Oberstufe der Handelsschule eingegliedert und erhielten zusätzlich Unterricht in einer zweiten Fremdsprache sowie in den kaufmännischen Fächern. Diese recht kleine Sondergruppe wurde unter der Bezeichnung „Einjährigen-Abteilung“ geführt, einer Vorläuferin der späteren Höheren Handelsschule.
Herr Hamel – zuvor bereits Direktorstellvertreter – wurde 1931 Leiter der Kaufmännischen Berufsschule. Im Jahr 1934 besserten sich für die Schule die räumlichen Verhältnisse dadurch, dass zusätzliche Räume der Hilfsschule über der Turnhalle der heutigen Martin-Luther-Schule zugewiesen wurden.
Die Machtübernahme durch die Nationalsozialisten änderten auch in Marburg radikal die schulischen Verhältnisse. Bereits 1933 wurden alle unterschiedlichen Zweige der Berufsbildung, die Haushaltungs- und Gewerbeschule, die gewerbliche Berufsschule sowie kaufmännische Berufsschule unter einer Leitung – bzw. Führung, die die Schule nun nach dem Führerprinzip organisierte – zusammengefasst, der kaufmännische Bereich bildete dabei eine Abteilung. Ebenfalls 1933 ermöglichte das „Gesetz zur Wiederherstellung des Berufsbeamtentums“ die Entfernung aller jüdischen und politisch missliebigen Beamten aus dem Dienst, was auch in Marburg geschah. 1938 erfolgte zeitgleich mit dem Reichsschulpflichtgesetz die Einführung einer obligatorischen Berufsschulpflicht nach der Volksschule und der Ausschluss aller jüdischen Schüler aus dem öffentlichen Schulwesen.
Durch Errichtung von Handelsschul-Parallelklassen im damaligen Einzugsgebiet für Handelsschüler – es umfasste die Kreise Marburg, Biedenkopf, Frankenberg und Ziegenhain sowie das westfälische Gebiet um Laasphe – und die Zunahme der kaufmännischen Lehrlinge weitete sich das Kollegium aus. Bis zum Ausbruch und während des Zweiten Weltkrieges traten keine Änderungen in räumlicher und personeller Hinsicht ein.
Einen Einschnitt brachte das Jahr 1945: Die Schulen wurden geschlossen und zum Teil durch Soldaten belegt. Inventar, Klassenbücher, Karteien und Lehrmittel wurden teilweise zerstört bzw. vernichtet, die Schreibmaschinen entwendet. Erst im Oktober 1945 durften die Schulen wieder arbeiten. Herr Rieke wurde neuer Direktor der städtischen gewerblichen und kaufmännischen Berufs- und Berufsfachschule, der spätere Schulleiter, Herr Mannesmann, betreute die kaufmännische Abteilung. Der erste Unterricht wurde nachmittags in der Volksschule in Marbach abgehalten. 1946 konnte die Schule wieder die alten Räume in der Savignystraße und in der Nordschule beziehen.

### Weiterentwicklung nach dem Zweiten Weltkrieg
Aufgrund der rasch wachsenden Bevölkerung, insbesondere durch den Zuzug hoher Flüchtlings- und Vertriebenenzahlen in Marburg und in den benachbarten Kreisen, wurde die Errichtung zahlreicher Fachklassen (Bankfachklassen, Büroanlernlinge, Rechtsanwaltslehrlinge, zahnärztliche Helferinnen, Lehrlinge der steuerberatenden Berufe) notwendig. Dadurch erweiterte sich auch das Kollegium um zahlreiche hauptamtliche und nebenberufliche Lehrkräfte. Ein wesentlicher Fortschritt in räumlicher Beziehung war der Umzug in die Ortenbergschule (ehemaliges „Müllersches Institut“).
Seit Beginn des Schuljahres 1949/50 war die Schule in den alten Gebäuden in der Georg-Voigt-Straße 2 am Ortenberg untergebracht, zunächst noch mit der heutigen Käthe-Kollwitz-Schule zusammen, bis diese dann Ende der 1950er Jahre ihren Neubau erhielt.

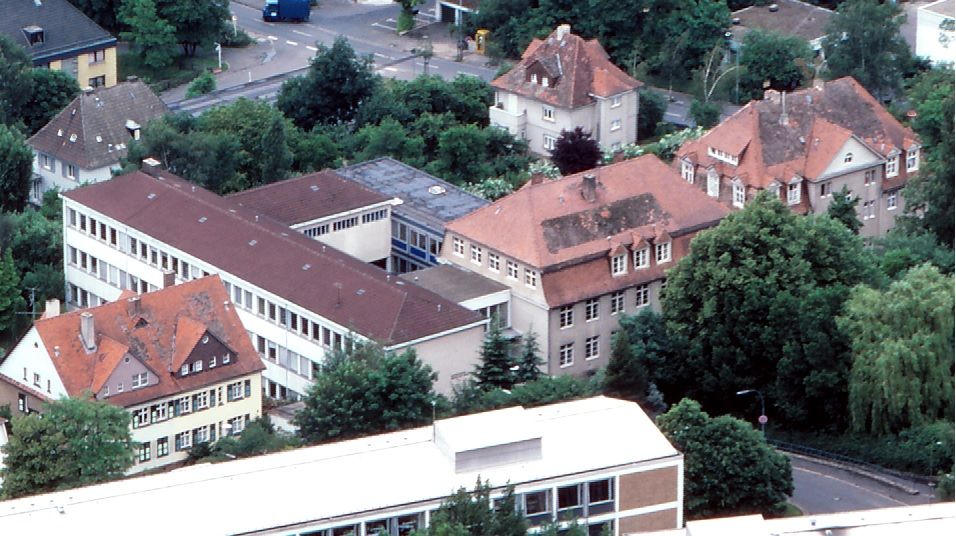
Ehemaliger Gebäudekomplex der Kaufmännischen Schulen am Ortenberg

Die Entwicklung des beruflichen Schulwesens der Stadt Marburg in dieser Zeit machte eine Trennung der gewerblichen und kaufmännischen Berufs- und Berufsfachschule erforderlich, die 1955 vollzogen wurde. Die dann selbstständige „Kaufmännische Berufs- und Berufsfachschule der Stadt Marburg a. L.“ beschulte 1009 Teilzeitschüler und 136 Handelsschüler in 37 Klassen. Nach der Pensionierung von Direktor Rieke wurde Wilhelm Mannesmann 1955 zum Schulleiter ernannt. 1957 wurde die Höhere Handelsschule eingerichtet.
Steigende Zahlen der Schülerschaft und die daraus folgende permanente Raumnot bedingten einen Erweiterungsbau, der zum Schuljahresbeginn 1966/67 in Betrieb genommen wurde. 1968 übernahm Oberstudiendirektor Hans-Joachim Mangold die Leitung der Schule mit etwa 1700 Schülern und einem stark vergrößerten Kollegium.

### Neue Schulformen
Im September 1970 wurde beim Schulträger aufgrund der fortschreitenden Differenzierung des kaufmännischen Bildungswesens und der steigenden Zahlen der Schülerschaft ein Antrag auf Errichtung eines Erweiterungsbaues am Ortenberg mit entsprechendem Raumprogramm vorgelegt. 1972 folgte die Einführung der Fachoberschule mit dem Schwerpunkt „Wirtschaft“, 1975 die des Beruflichen Gymnasiums, zunächst mit der Fachrichtung „Wirtschaft“, 2010 mit der Fachrichtung „Gesundheit“, „Ernährung“ und 2020 mit der Fachrichtung „Erziehungswissenschaften“ in Kooperation mit der Käthe-Kollwitz-Schule.
Mit Beginn des Schuljahres 1973/74 wurden die Berufsaufbauschule mit einer wirtschaftlich-verwaltenden Fachrichtung in Vollzeitform und eine Fachklasse für Arzthelferinnen eingerichtet. Als Zwischenlösung wurde der Unterricht in einem zweiklassigen Pavillon in der Heinrich-Heine-Straße aufgenommen; im Laufe des Jahres 1975 und in den folgenden Schuljahren verschärfte sich die Raumsituation erneut. Eine große Zahl von Berufsschulklassen musste wieder in andere Schulen (Mittelpunktschule Cappel, Brüder-Grimm-Schule, Friedrich-Ebert-Schule, Käthe-Kollwitz-Schule) ausgelagert werden. Der zweite Berufsschultag konnte für den größten Teil der Berufsschulklassen nur am Nachmittag stattfinden.
Der Sportunterricht ließ sich in der Berufsschule wegen der fehlenden Sportstätten nur schrittweise einführen; zeitweise fand er an sieben verschiedenen Sportstätten und in einem Mittagsband oder am Nachmittag statt.
Auf Antrag der Gesamtkonferenz benannte der Schulträger 1975 die Städtische Kaufmännische Berufs- und Berufsfachschule in „Kaufmännische Schulen der Universitätsstadt Marburg“ um. Im gleichen Jahr – mit dem Antrag auf Errichtung des Pavillons – wurde das Raumprogramm von 1970 für einen Erweiterungsbau am Ortenberg auf einen Neubau in der Schwangasse (der heutigen Leopold-Lucas-Straße) umgestellt und eingereicht, nachdem in der Diskussion um die Schulentwicklung in Marburg dem „Schwangassen-Projekt“ der Vorrang gegeben wurde.
Prominentester Schüler der KSM war Bodo Ramelow, Ministerpräsident des Freistaates Thüringen, der ab 1975 zunächst die Berufsaufbauschule und danach die Fachoberschule besuchte.
Als neue Schulform wurde das Berufsgrundbildungsjahr 1977 eingerichtet und als weitere Zwischenlösung konnte im April 1978 ein vierklassiger Pavillon auf dem Hof des alten Schulkomplexes in der Georg-Voigt-Straße in Betrieb genommen werden.
1984 wurde die vollschulische Zweijährige Berufsfachschule für das Fremdsprachensekretariat mit dem Abschluss „Staatlich geprüfte(r) Fremdsprachensekretär(in)“ eingerichtet, 1990 folgte die Fachrichtung „Informationsverarbeitung“, 1998 die Fachrichtung „Betriebswirtschaft“ (später „Bürowirtschaft“) mit entsprechenden Abschlüssen.

### Bau des heutigen Schulcampus

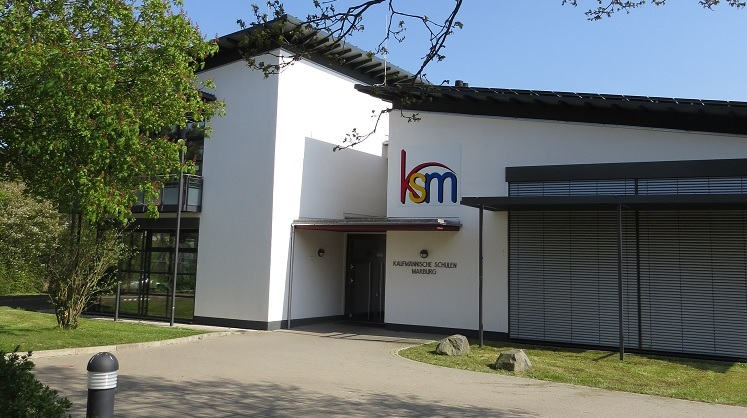
Eingangsbereich des Erweiterungsbaus

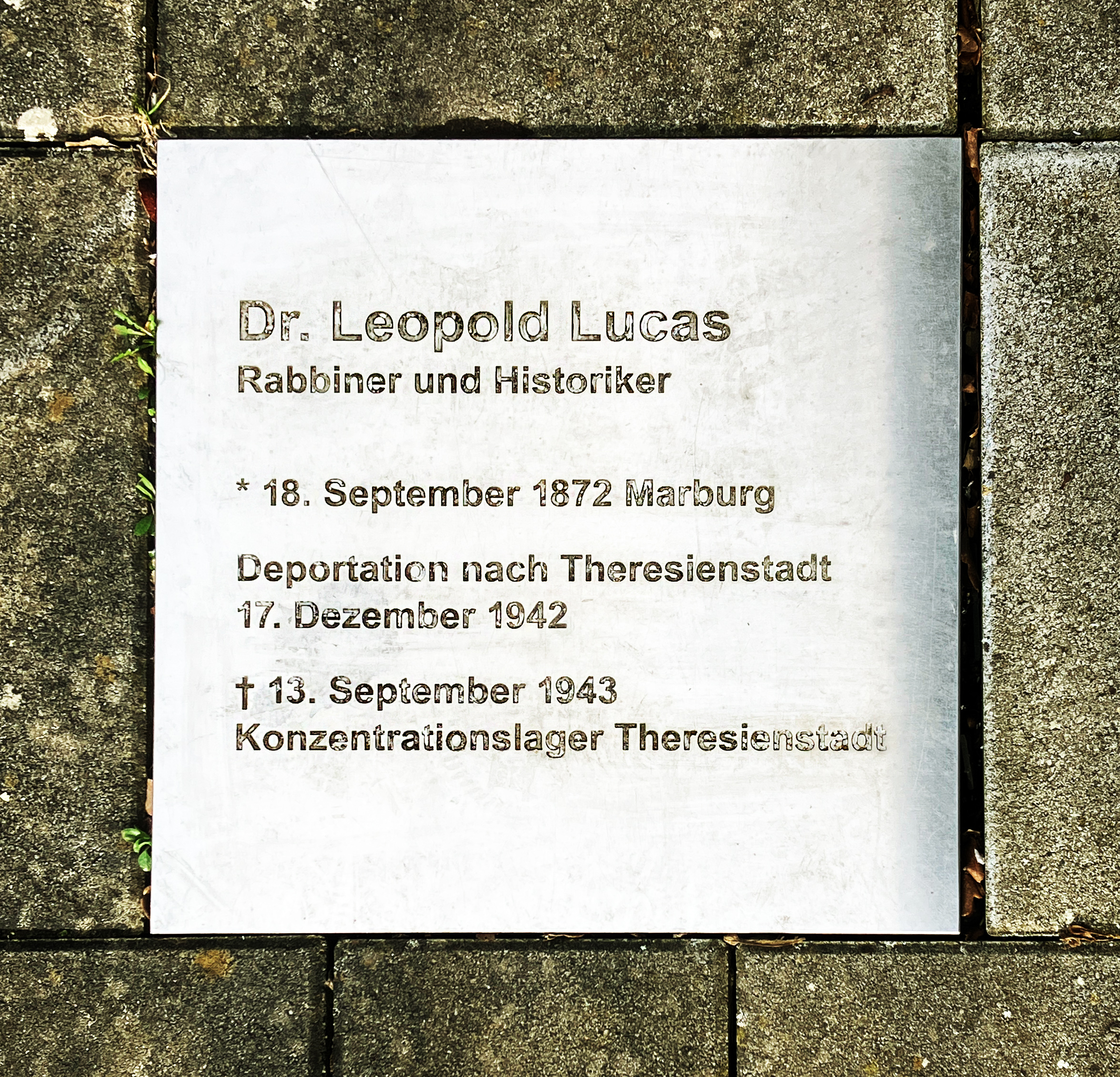
Gedenktafel für Dr. Leopold Lucas

Am 10. Dezember 1979 erfolgte die Grundsteinlegung für den Neubau der Kaufmännischen Schulen in der Schwangasse. Nach Beginn der Bauarbeiten im Frühjahr 1980 konnte der Schulträger mit der Schulgemeinde Anfang August 1981 das Richtfest für den ersten Bauabschnitt feiern. Ein Jahr später – am 20. August 1982 – wurde das Schulgebäude in Anwesenheit des damaligen Hessischen Kultusministers Hans Krollmann nach über 12-jähriger Planungs- und Bauzeit eingeweiht; gleichzeitig erfolgte der erste Spatenstich für den zweiten Bauabschnitt mit einem weiteren Klassentrakt.
In einer Übergangszeit mit noch zwei Schulstandorten fand das Richtfest für den zweiten Bauabschnitt im März 1984 statt. Die Bauarbeiten und der Innenausbau gingen zügig voran, sodass ab 15. April 1985 der Unterricht für alle Schüler der Kaufmännischen Schulen im neuen Schulgebäude aufgenommen werden konnte. Mit dem Bau der „Großsporthalle der Kaufmännischen Schulen“ wurde 1985 begonnen, 1989 erfolgte die Übergabe durch Oberbürgermeister Hanno Drechsler an die Schulgemeinde. Die Halle kann durch bewegliche Trennvorhänge in vier Übungsfelder unterteilt werden. Jedem dieser Felder sind je zwei Umkleideräume für Schüler sowie für Lehrkräfte, ein Wasch- und Duschraum sowie ein Geräte- und Kleingeräteraum zugeordnet. Ein Außengeräteraum, ein Konditionsraum sowie ein „Arzt- und Regieraum“ komplettieren die Sporthalle, die damit allen Anforderungen, die Sporttreibende an eine moderne Sportanlage stellen, gerecht wird und auch zur Durchführung großer Veranstaltungen nutzbar ist. Damit ist der Schulcampus „KSM“ – bis auf einen Erweiterungsbau mit vier Klassenräumen und einer Mediathek mit Selbstlernzentrum, der 2010 eingeweiht werden konnte – zunächst abgeschlossen. Seit 2013 erinnert vor dem Eingang des Erweiterungsbaus eine Gedenktafel an den Marburger Historiker und Rabbiner Dr. Leopold Lucas, der ein Opfer des Holocaust wurde und nachdem die Straße benannt wurde.
Schulleiter der Kaufmännischen Schulen waren von 1988 bis 2002 der vorherige langjährige stellvertretende Schulleiter Klaus Fenner und von 2002 bis 2017 Siegmar Günther; seit Februar 2017 leitet Oberstudiendirektor Klaus Denfeld die Schule.

## KSM heute
Zum 125-jährigen Bestehen der Schule konnten 2021 zahlreiche Veranstaltungen durchgeführt werden. Als regionales Kompetenzzentrum für Wirtschaft und Gesundheit sind die Kaufmännischen Schulen derzeit (Stand: März 2021) die zuständige Berufsschule für rund 20 duale Ausbildungsberufe der Berufsfelder „Wirtschaft und Verwaltung“ und „Gesundheit“. Die angebotenen Vollzeitschulformen ermöglichen es, alle üblichen Schulabschlüsse zu erwerben, ggf. nachzuholen oder eine Berufs- und Studienqualifizierung zu erlangen.
Eine enge Zusammenarbeit besteht mit „abgebenden“ Schulen in der Region sowie mit der Technischen Hochschule Mittelhessen (THM) in Gießen.
Die hohe Qualität der Ausbildung zeigt sich darin, dass Absolventinnen und Absolventen der Schule seit 2006 bereits zehnmal Bundessiegerin oder Bundessieger der IHK-Abschlussprüfungen im Ausbildungsberuf „Kauffrau/-mann im Außenhandel“ wurden.
Für ihr umfassendes Gesamtkonzept in den Bereichen Gesundheit und Sport werden die KSM 2014 als erste kaufmännische Schule in Hessen als „Gesundheitsfördernde Schule“ zertifiziert und 2019 rezertifiziert.
Ein besonderer Schwerpunkt der Kaufmännischen Schulen ist der Bereich „Internationales“. In allen Schulformen und Klassen spielen der Fremdsprachenerwerb und die Ausbildung interkultureller Kompetenzen eine zentrale Rolle. Gemeinsam mit ausbildenden Unternehmen und Fördermitteln der Europäischen Union konnte seit 1999 über 700  Schülern ein beruflicher Auslandsaufenthalt nicht nur in europäischen Ländern ermöglicht werden. Für Praktikantinnen und Praktikanten nach der Ausbildung kooperiert die Schule mit der Friedrich-List-Schule in Darmstadt.

### Digitalisierung
Technisch ist die Schule sehr gut aufgestellt; seit Mitte der 1980er Jahre befindet sie sich in einem Transformationsprozess: Gab es damals vier Schreibmaschinenräume, gibt es heute einen Pool mit rund 500 stationären und mobilen PCs.
Seit 2011 nutzt die Schule die Lernplattform Moodle. Alle Klassenräume sind mit schnellem WLAN ausgestattet, zahlreiche Räume mit interaktiven Whiteboards. Unterstützt durch den Digitalpakt des Bundes konnten die Einführung von iPad-Klassen und der Einsatz von Apple-TV in Klassen des Beruflichen Gymnasiums ebenso realisiert werden wie die Einrichtung eines mobilen Lernateliers in der Zweijährigen Höheren Berufsfachschule.

### Zusatzqualifizierungen
Während des Schulbesuchs können verschiedene Zusatzqualifikationen erworben werden:
- BEC (Business English Certificates)
- Fremdsprachenzertifikat der Kultusministerkonferenz (KMK) in Englisch und Spanisch
- ForeignTrade Manager (IHK) in Kooperation mit der IHK Kassel-Marburg
- Onlinemarketing und Webshopmanagement (IHK) in Kooperation mit der IHK Kassel-Marburg

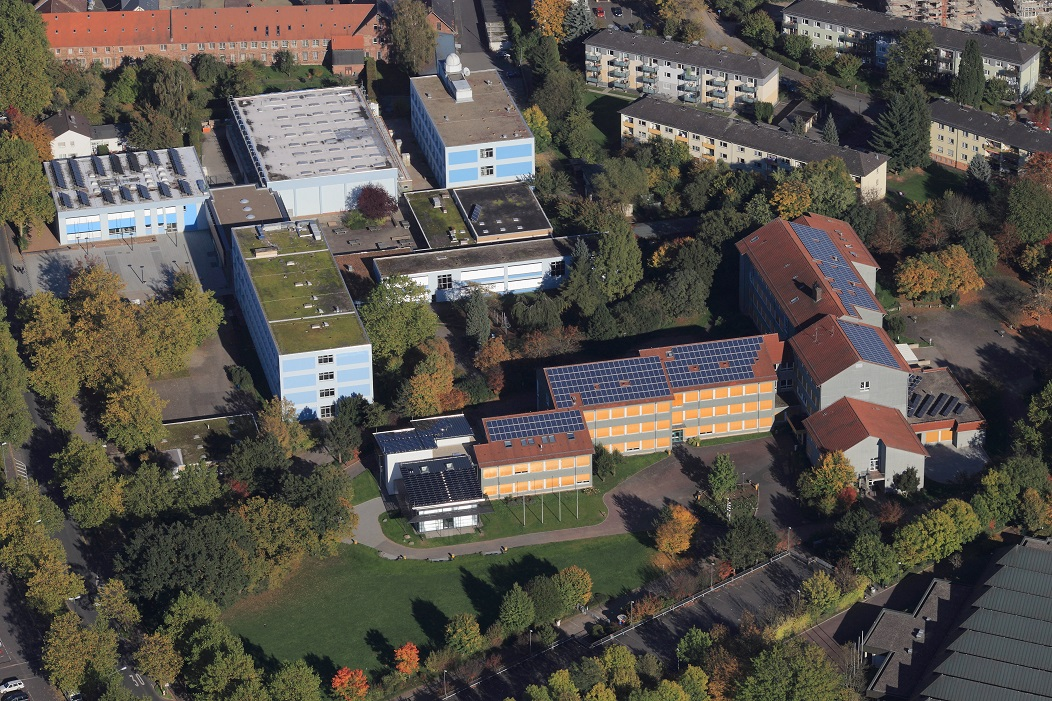
Luftaufnahme des Schulcampus „KSM“ (vorn) und des angrenzenden „Gymnasiums Philippinum“ (darüber)

### Projekte
Über ein Schuljahr verteilt bieten die Kaufmännischen Schulen eine Reihe von Projekten und Veranstaltungen an, die zum Teil in zweijährigem Rhythmus durchgeführt werden:
- Tag der gesunden Ernährung
- Inhouse-Messe von Schülern für Schüler
- Sucht- und Gewaltpräventionstag
- Europatag
- Bewegungstag
- Tag der Verkehrssicherheit
- Außenhandelstag
- Fair-Trade-Tag

Darüber hinaus beteiligte und beteiligt sich die Schule regelmäßig an verschiedenen regionalen und Bundeswettbewerben wie Fußballturnieren, dem „Planspiel Börse“ und dem „Bundesjugendschreiben“, das die Schule als Schulmeisterschaften am PC durchführt und bei dem zahlreiche Bundes- und hessische Landessiegerinnen und -sieger gestellt werden konnten. Die Schule unterhält eine Sammlung historischer Schreib- und Büromaschinen mit angegliedertem Online-Museum.

## Internationale Partnerschaften
Es bestehen folgende Austauschprogramme und Partnerschaften:
- Dänemark: Salling Efterskole in Roslev
- Malta: IPC Exeter, ShipCon, ETI Malta
- Spanien: Colegio Salesiano San Juan Bosco in Granada
- Spanien: Kooperation mit Trivium e. V., Cuenca
- Frankreich: In der Zweijährigen Höheren Berufsfachschule für das Fremdsprachensekretariat gehörte zwischen 1996 und 2015 dank der Marburger Partnerstadt Poitiers ein vierwöchiges Auslandspraktikum zum Bestandteil der Ausbildung. In Zusammenarbeit mit einem Gymnasium und der Stadtverwaltung in Poitiers haben in diesem Zeitraum insgesamt 108 Schülerinnen und drei Schüler ihr Praktikum in verschiedenen Einrichtungen absolviert.

## Förderverein
Der „Verein der Förderer der Kaufmännischen Schulen Marburg“ wurde 1994 gegründet. Er unterstützt finanziell verschiedene Schulprojekte. In den letzten Jahren waren dies u. a.:
- Werbemaßnahmen der Schule
- Einzelveranstaltungen (z. B. Fachvorträge, Erinnerungskultur, Theateraufführungen)
- wiederkehrende Veranstaltungen (Sucht- und Gewaltprävention, Verkehrssicherheit, Sport und Bewegung)
- Ausstattung (z. B. Schulband, Schulungs- und Anschauungsmaterial, Pausensport)
- Bestenehrungen in den verschiedenen Schulformen

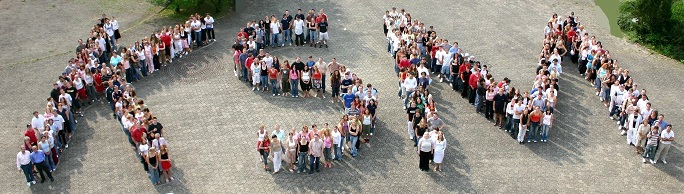
Schüler bilden die Abkürzung des Schulnamens